# Myrmarachne ichneumon
Myrmarachne ichneumon este o specie de păianjeni din genul Myrmarachne, familia Salticidae. A fost descrisă pentru prima dată de Simon, 1885 [1886. Conform Catalogue of Life specia Myrmarachne ichneumon nu are subspecii cunoscute.